# 5066 Garradd
5066 Garradd este un asteroid care intersectează orbita planetei Marte.

## Descriere
5066 Garradd este un asteroid care intersectează orbita planetei Marte. Asteroidul prezintă o orbită caracterizată de o semiaxă mare de 1,94 ua, o excentricitate de 0,15 și o înclinație de 41,4° în raport cu ecliptica.